# Enebykyrkan
Enebykyrkan är en kyrka i Enebyberg, Danderyds kommun. Den drivs gemensamt som samarbetskyrka mellan Danderyds församling i Stockholms stift och Enebykyrkans församling i Equmeniakyrkan (tillhörde tidigare Svenska Missionskyrkan). Den är belägen vid Eneby torg.
En tidigare kyrka uppfördes för Svenska kyrkan 1959 efter ritningar av Sven Hesselgren. Den hette ursprungligen Enebybergs kapell men bytte 1985 namn till Mariakyrkan. En restaurering genomfördes 1989 under ledning av Jerk Alton. 2006 lades kyrkan ner och klockstapeln flyttades året därpå till Enebykyrkan.

## Kyrkobyggnaden
Byggnaden uppfördes 1977 för att inrymma både missionskyrkan och Enebybergs bibliotek. Arkitekt var Janne Feldt som även utformade armatur, altarbord och altartavla. Kyrkorummet har väggar av tegel, ett golv belagt med klinker och ett tak av trä som bärs upp av limträbalkar.
Åren 2003-2007 genomgick byggnaden omdisponering och renovering för att bli samarbetskyrka mellan Missionskyrkan och Svenska kyrkan. Samtidigt försågs kyrkorummet med dopfunt, processionskors och ljusstakar. Trätaket vitlaserades 2006-2007.